# Natasha Henstridge
Natasha Tonya Henstridge —pron. /' nəˈtæʃə /— (Springdale, Terranova y Labrador; 15 de agosto de 1974) es una actriz y exmodelo canadiense. 
Henstridge comenzó su carrera de modelaje a la edad de catorce años cuando emigró a París, Francia. Allí logró ser portada de la revista Cosmopolitan como principal proeza. Años después, se fue a Nueva York para estudiar actuación, siendo su primer papel protagonista en Species (1995) con la que obtuvo por parte de MTV Movie Awards la nominación de «Mejor actor revelación» y «Mejor beso», resultando ganadora en esta última. Además ha actuado en Species II y Species III. Otros filmes importantes en su carrera han sido Adrenalin: Fear the Rush y Maximum Risk (1996) —junto a Jean-Claude Van Damme— y  Riders (2002). En el ámbito televisivo sus principales series o participaciones en ellas son The Outer Limits (1997), She Spies (2002-04), Would Be Kings (2008) con la que ganó un Gemini a la «Mejor actuación de una actriz en un papel protagónico de un programa dramático», y Eli Stone (2008-09). Tiene dos hijos, Tristan y Asher producto de la relación extramatrimonial con el actor Liam Waite. También ha estado casada en dos oportunidades, primero con el actor, director y productor Damian Chapa, y recientemente con el cantante escocés Darius Campbell.

## Biografía

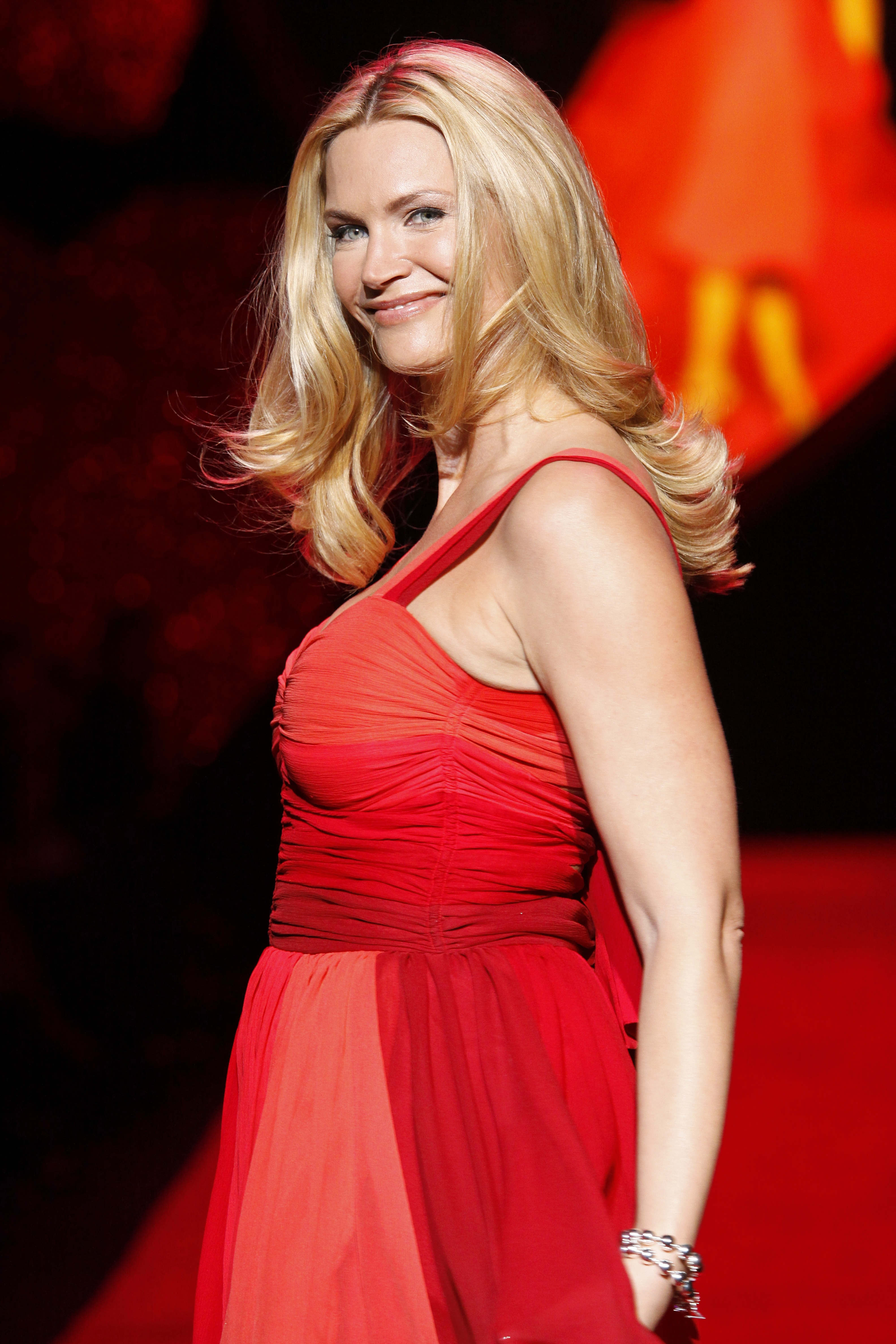
Natasha en la colección «Heart Truth» del Bryant Park en 2009.

### Primeros años de vida, educación y modelaje
Henstridge nació en Springdale, Terranova y Labrador, hija de Brian Henstridge —un contratista— y Helen. Tiene un hermano menor llamado Shane. Se crio y vivió cerca de los campos petrolíferos de Fort McMurray, Alberta, lugar al que llegó con cuatro años de edad debido a la profesión de su padre. Cuando tenía seis años, avergonzó a su mamá en una tienda de farmacia, al señalar una revista de glamur y decir que ella algún día estaría en la portada. En 1988, cuando Natasha cumplió catorce años de edad, su madre —cansada de oírle decir quiero ser modelo— presentó una foto suya a la «John Casablancas Modeling School» ubicada en los alrededores de Edmonton, donde al ver su belleza y futuro potencial no dudaron en invitarla a participar nuevamente al año siguiente y a formar parte del «The New Look of the Year», un concurso de modelaje patrocinado por Elite agency en París, Francia. Tiempo después, viajó al Viejo Continente y se unió al certamen en el que resultó la primera finalista del mismo y se le ofreció un contrato de modelaje que la llevó a visitar lugares exóticos  por el Mundo. También logró ser portada de la revista francesa «Cosmopolitan», entre otras. Más tarde, recaló en Nueva York donde sin dejar de modelar y representando en anuncios publicitarios a marcas como «Lady Stetson», «Oil of Olay» y «Old Spices» comenzó a estudiar actuación con motivo de alejarse un poco y distraerse del ambiente del modelaje.

## Trayectoria cinematográfica

#### Species
En 1995, realizó su primer trabajo como actriz y papel protagonista en Species, película de ciencia ficción dirigida por Roger Donaldson, en la que Henstridge interpretó el personaje de «Sil», una bella híbrida creada genéticamente en un laboratorio mediante la combinación de ADN alienígena y humano, cuya misión una vez alcanzada la etapa de adultez es la de perpetuar su especie mediante su reproducción sexual. La actriz compartió elenco junto a actores destacados como Marg Helgenberger, Ben Kingsley, Michael Madsen, Alfred Molina y Forest Whitaker, entre otros. Dicha película, se convirtió en la segunda obra cinematográfica más taquillera de la época —debajo de Apolo 13— creada por Metro-Goldwyn-Mayer tras alcanzar en el fin de semana de su estreno, un total de 17 millones de dólares recaudados con una inversión final de 35 millones y una recaudación mundial total de 113 millones de dólares. Debido a su actuación, Natasha fue galardonada por MTV Movie Awards con una nominación al «Mejor actor revelación» y al «Mejor beso», donde en esta última venció.

#### Adrenalin: Fear the Rush,Maximum RiskySpecies II
En 1996, filmó dos películas más. La primera de ellas fue Adrenalin: Fear the Rush junto a Christopher Lambert, donde la actriz encarnó a «Delan», una oficial de policía elegida para atrapar a una criatura asesina. El segundo filme que realizó fue Maximum Risk, en la que personificó a «Alex Minetti», una joven camarera novia del hermano gemelo asesinado de «Alain Moreau» —Jean-Claude Van Damme— que junto a este último busca dar con la verdad acerca de su asesinato.
En 1998, fue elegida para formar parte del elenco de Species II a pesar de que en la anterior entrega el personaje de la actriz, es decir «Sil», muere. Natasha interpretó a «Eve», un clon de «Sil» pero más dócil en cuanto a comportamiento y con el mismo instinto sexual de reproducción y perpetuación de su especie. Henstridge, como en la anterior película, volvió a realizar jugadas escenas de desnudez debido a la trama similar de la misma. La aceptación del rodaje por parte del público fue claramente menor en relación con su antecesora ya que logró una recaudación de 7.5 millones de dólares en el primer fin de semana de su estreno, con un total 35 millones invertidos y una recaudación final de 19.6 millones en Estados Unidos y 26.9 a nivel mundial, siendo prácticamente un fracaso en taquilla.

#### The Whole Nine Yards,Bounce,Ghosts of Marsy otras actuaciones
En el 2000, Natasha grabó varias películas, entre las más destacadas se encuentran The Whole Nine Yards en la que formó parte del elenco junto a Bruce Willis, Matthew Perry y Amanda Peet, entre otros, a través de un papel secundario. La actriz personificó a «Cynthia Tudeski», la exmujer del personaje de Willis —un asesino a sueldo que trabajaba para la mafia— que se enamora del de Perry. Dicho filme, tuvo una buena aceptación por parte de la audiencia reflejada en una recaudación total de aproximadamente 107 millones de dólares. En ese mismo año, tuvo otro rol secundario en Bounce, un rodaje de drama y romance protagonizada por Ben Affleck y Gwyneth Paltrow, donde Henstridge interpretó a «Mimi Prager», una atractiva mujer de negocios que conoce en un aeropuerto al personaje de Affleck, el cual pretende, debido a ciertas circunstancias, tener una aventura sexual con ella.
En 2001, realizó Ghosts of Mars, en la que la actriz representó a la «Tte. Melanie Ballard», una oficial de policía que, para luchar contra los fantasmas del título, debe aliarse con criminales. Originalmente el papel protagonista iba a ser personificado por Courtney Love pero fue reemplazada por Natasha, después de que Love tuviera un accidente en el pie. Un año después, protagonizó Riders junto a Stephen Dorff, donde hizo de «Karen», una detective que desconfía del personaje de Bruce Payne.
En 2004, tuvo una breve aparición en Species III, encarnando nuevamente a «Eve», que sirvió para dar paso a la nueva trama de la película —estaba embarazada y dio a luz a un nuevo individuo— ya que supuestamente en Species II su personaje había muerto pero resultó no ser así puesto que su fin llegó en un pequeño lapso de esta tercera entrega. El nuevo filme recibió duras críticas por sus malos efectos especiales y un argumento o historia basada en viejas ideas con la salvedad de las escenas de desnudez que presentó al igual que sus antecesoras.
Junto a Ewan McGregor y Hugh Jackman hizo Deception en 2008, bajo la actuación secundaria de «Simone Wilkinson», una analista de la bolsa de valores de Wall Street. Sus más recientes interpretaciones —realizadas en 2015—, se dio en Badge of Honor y The Bronx Bull.

### Carrera televisiva

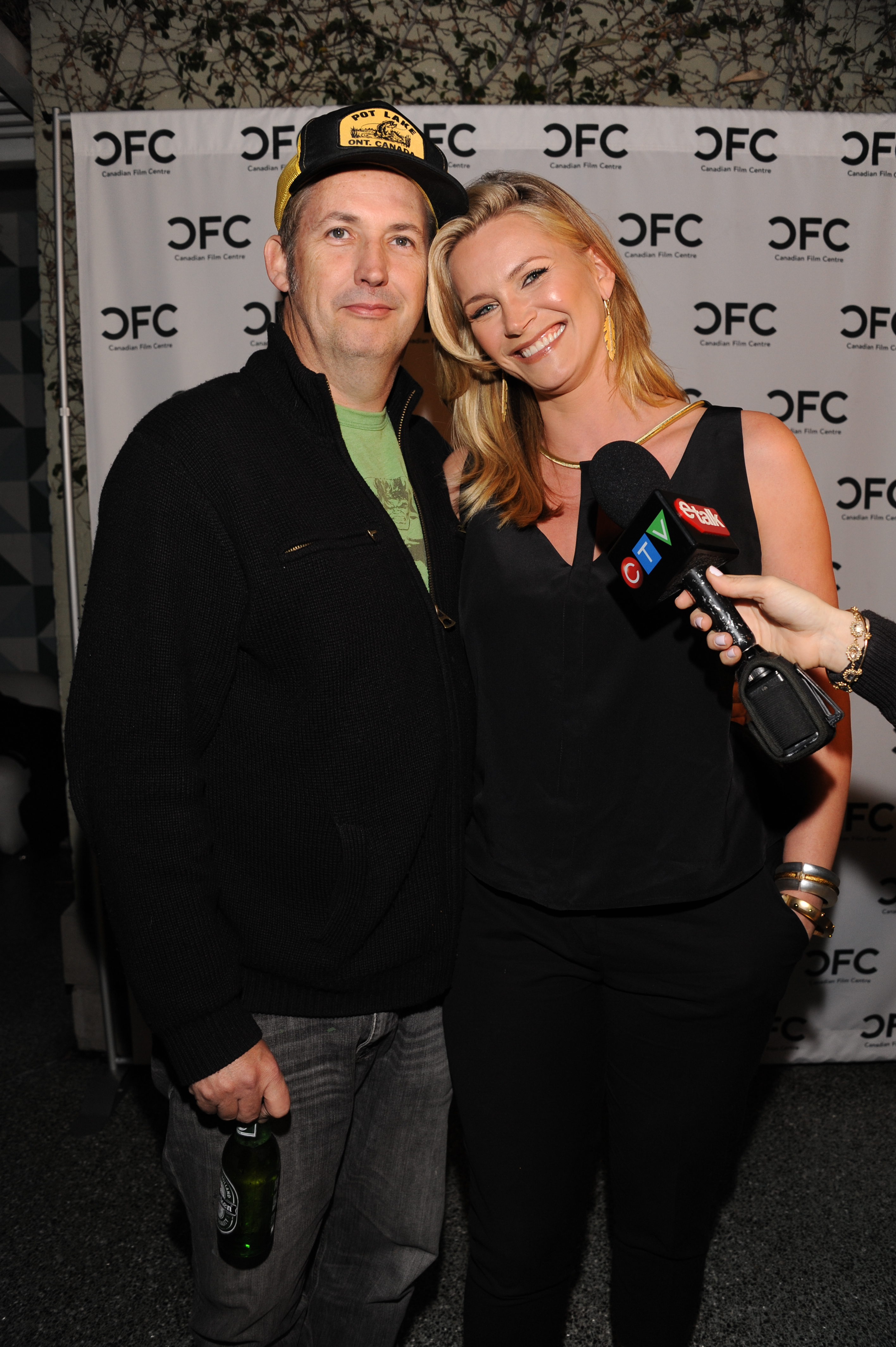
Henstridge junto a Harland Williams en 2012.

La actriz ha realizado varios papeles tanto en películas televisivas como en series. Sus principales obras fueron, The Outer Limits —serie con la que se inició en 1997—, donde trabajó junto a Jon Tenney y Steve Bacic, interpretando a «Emma», un holograma de inteligencia artificial en forma de mujer atractiva que controla el mundo virtual creado por el personaje de Tenney. En el año 2002 al 2004, trabajó en She Spies —serie similar a Los ángeles de Charlie— junto a Kristen Miller y Natashia Williams, donde las tres mujeres eran delincuentes convictas —Henstridge interpretó a «Cassie McBaine»— que fueron encarceladas por ser estafadoras en delitos electrónicos para lo cual su Gobierno decide liberarlas condicionalmente a cambio de que trabajen para él. En 2005 al 2006, estuvo en Commander in Chief protagonizada por Geena Davis, donde a través del personaje secundario «Jayne Murray» representó a la vocera del Jefe de Estado Mayor. Dos años después, formó parte de la miniserie Would Be Kings actuando en dos episodios que la llevó a obtener un Gemini a la «Mejor actuación por una actriz en un papel protagónico en un programa dramático». También en 2008, integró el elenco de Eli Stone bajo la personificación de «Taylor Wethersby», una abogada de San Francisco. Sus más recientes obras con destaque en cuanto a series han sido CSI: Miami (2011), The Secret Circle (2011-12) y Beauty & the Beast (2015).
Por otro lado, sus telefilmes más importantes —de acuerdo a la calificación del sitio Rotten Tomatoes— son Power and Beauty (2002), A Sister's Nightmare (2013) y Nowhere Safe (2014).
Desde 2019, ha protagonizado la serie Diggstown de CBC Television.

## Vida personal
En 1995, la actriz contrajo matrimonio con el actor, director y productor estadounidense Damian Chapa. La relación matrimonial entre ambos duró tan solo un año, por lo que decidieron divorciarse en 1996. Ese mismo año, Natasha conoció al también actor Liam Waite con el que tuvo dos hijos, Tristan River —nacido en 1998— y Asher Sky —nacida en 2001—, y con el que se mantuvo en pareja hasta el año 2004. En dicho año, conoció al cantante escocés Darius Campbell —seis años menor que ella—, con quien se comprometió un tiempo después y luego de siete años de noviazgo —incluida una separación momentánea de cinco meses en 2010— se casó en 2011 en una finca ubicada en San Ysidro, Santa Bárbara, para luego separarse en 2013 a raíz de las profesiones de ambos que los alejaba demasiado uno del otro e imposibilitaba tal relación, mientras que algunos medios lo asociaron a problemas financieros que enfrentaron. El proceso de divorcio fue finalizado en febrero de 2018.Y en 2024 Natasha inició una relación con el empresario Multimillonario Richard Daniel Cisneros, propietario de las 4 empresas Multinacionales de Tecnología de Defensa Militar y Aeroespacial más grandes del Mundo, entre otras de su propiedad.
En noviembre de 2017, durante el apogeo del movimiento #MeToo, Henstridge se unió a otras seis actrices para acusar al director Brett Ratner de agresión y acoso sexual; ella sostiene que él la obligó a practicarle sexo oral a principios de la década de 1990. También acusó al productor Harvey Weinstein de acoso sexual.

## Filmografía

### Cine
| Año  | Película                      | Personaje                          | Observación                      |
| ---- | ----------------------------- | ---------------------------------- | -------------------------------- |
| 1995 | Species                       | Sil                                |                                  |
| 1996 | Adrenalina                    | Delon                              |                                  |
| 1996 | Máximo riesgo                 | Alex Minetti                       |                                  |
| 1998 | Pradera de fuego              | Mary                               |                                  |
| 1998 | Species II                    | Eve                                |                                  |
| 1998 | Bela Donna                    | Donna                              |                                  |
| 1998 | Dog Park                      | Lorna                              |                                  |
| 2000 | It Had to Be You              | Anna Penn                          |                                  |
| 2000 | Mi vecino el asesino          | Cynthia Tudeski                    |                                  |
| 2000 | A Better Way to Die           | Kelly                              |                                  |
| 2000 | Bounce                        | Mimi Prager                        |                                  |
| 2000 | Second Skin                   | Crystal Ball                       |                                  |
| 2001 | Ghosts of Mars                | Tte. Melanie Ballard               |                                  |
| 2001 | A Girl, Three Guys, and a Gun | 5 O’Clock Girl / Chica de las 5:00 |                                  |
| 2001 | Kevin of the North            | Bonnie Livengood                   |                                  |
| 2002 | Riders                        | Karen                              |                                  |
| 2004 | The Whole Ten Yards           | Cynthia                            |                                  |
| 2004 | Species III                   | Eve                                | Cameo                            |
| 2008 | Deception                     | Simone Wilkinson                   |                                  |
| 2009 | Anytown                       | Carol Mills                        |                                  |
| 2010 | Let the Game Begin            | Ángela                             |                                  |
| 2012 | Should've Been Romeo          | Nadia                              |                                  |
| 2013 | Against the Wild              | Susan Wade                         | Directo a video                  |
| 2014 | Anatomy of Deception          | Alison Briggs                      |                                  |
| 2014 | The Christmas Switch          | Susan Wells                        |                                  |
| 2015 | Badge of Honor                | Rebecca Miles                      |                                  |
| 2016 | Home Invasion                 | Chloe                              | Directo a video                  |
| 2016 | The Bronx Bull                | Sally                              |                                  |
| 2017 | Inconceivable                 | Valerie                            | también conocido como Deadly Ex  |
| 2017 | The Black Room                | Jennifer                           |                                  |
| 2019 | House Red                     | Mary                               |                                  |
| 2021 | Night of the Sicario          | Taylor Ward                        | también conocido como Blindsided |

### Televisión
| Año           | Película/Serie          | Personaje                  | Observación                                                           |
| ------------- | ----------------------- | -------------------------- | --------------------------------------------------------------------- |
| 1997          | The Outer Limits        | Emma                       | Episodio: «Bits of Love»                                              |
| 1997          | Homeboys in Outer Space | Zima                       | Episodio: «Happy Happy, Droid Droid, or Amma Sees Red»                |
| 1998          | South Park              | Sra. Ellen (voz)           | Episodio: «Tom's Rhinoplasty»                                         |
| 1998          | Saturday Night Live     | Aspirante de empleo        | Episodio: «Steve Buscemi/Third Eye Blind»; cameo                      |
| 1999          | Caracara                | Rachel Sutherland          | Telefilme                                                             |
| 2000          | Jason and the Argonauts | Hypsipyle / Hipsípila      | Miniserie de televisión                                               |
| 2002          | Mostly True Stories     | Conductora                 |                                                                       |
| 2002          | Power and Beauty        | Judy Exner                 | Telefilme                                                             |
| 2002-2004     | She Spies               | Cassie McBain              | Rol principal (40 episodios)                                          |
| 2005          | Widow on the Hill       | Linda Dupree Cavanaugh     | Telefilme                                                             |
| 2005-2006     | Commander in Chief      | Jayne Murray               | Papel recurrente (16 episodios)                                       |
| 2007          | Shark                   | Nicolette Ross             | Episodio: «Fall from Grace»                                           |
| 2008          | Would Be Kings          | -                          | Miniserie de TV (2 episodios)                                         |
| 2008-2009     | Eli Stone               | Taylor Wethersby           | Rol principal (26 episodios)                                          |
| 2009          | Impact                  | Dra. Maddie Rhodes         | Episodios: «1.1» y «1.2».                                             |
| 2009-2010     | Time Jumper             | Charity Vyle               | Episodios: 10.                                                        |
| 2010          | You Lucky Dog           | Lisa Rayborn               | Telefilme                                                             |
| 2010          | The Devil's Teardrop    | Margaret Lukas             | Telefilme                                                             |
| 2010          | Drop Dead Diva          | Claire Harrison            | Episodios: «Bad Girls» y «Freeze the Day»                             |
| 2011          | The Perfect Student     | Nicole Johnson             | Telefilme                                                             |
| 2011          | CSI: Miami              | Agente Renee Locklear      | Episodios: «Mayday» y «Countermeasures»                               |
| 2011-2012     | The Secret Circle       | Dawn Chamberlain           | Rol principal (21 episodios)                                          |
| 2012          | A Christmas Song        | Diana Thiessen             | Telefilme                                                             |
| 2013          | Cold Spring             | Sarah                      | Telefilme                                                             |
| 2013          | A Sister's Nightmare    | Cassidy                    | Telefilme                                                             |
| 2013          | Against the Wild        | Susan Wade                 | Telefilme                                                             |
| 2014          | Nowhere Safe            | Julie Johnson              | Telefilme                                                             |
| 2014          | Republic of Doyle       | Inspectora Valerie O'Brien | Episodios: «Expansion», «Buried» y «True Lies»                        |
| 2014          | Selfie                  | Yazmin Saperstein          | Episodios: «Pilot», «Never Block Cookies» y «Even Hell Has Two Bars». |
| 2014          | Hawaii Five-0           | Caroline Porter            | Episodio: «Ka Makuakane»                                              |
| 2015          | Beauty & the Beast      | Carol Hall                 | Episodios: «Bob & Carol & Vincent & Cat» y «The Most Dangerous Beast» |
| 2016          | Ice Girls               | Rose                       | Telefilme                                                             |
| 2016          | Summer in the City      | Kendall                    | Telefilme                                                             |
| 2017          | Medinah                 | Salma                      | 6 episodios                                                           |
| 2019-presente | Diggstown               | Colleen                    | 11 episodios                                                          |

### Videojuegos
| Año  | Nombre                            | Personaje    | Observación |
| ---- | --------------------------------- | ------------ | ----------- |
| 2008 | Command & Conquer 3: Kane's Wrath | Alexa Kovacs | Voz         |

## Premios
| Año  | Ceremonia                                   | Premio                         | Película/Serie | Resultado |
| ---- | ------------------------------------------- | ------------------------------ | -------------- | --------- |
| 1996 | MTV Movie Awards                            | Mejor actor revelación         | Species        | Nominada  |
| 1996 | MTV Movie Awards                            | Mejor beso                     | Species        | Ganadora  |
| 2005 | Temecula Valley International Film Festival | Logro de carrera               | –              | Ganadora  |
| 2008 | Gemini Awards                               | Mejor actuación por una actriz | Would Be Kings | Ganadora  |